# Chotiměř
Chotiměř (deutsch Kottomir) ist eine Gemeinde in Tschechien. Sie liegt fünf Kilometer nordwestlich von Lovosice im Böhmischen Mittelgebirge und gehört zum Okres Litoměřice.

## Geographie
Das Dorf befindet sich linkselbisch oberhalb des vom Milešovský potok durchflossenen Opárenské udolí. Südöstlich erhebt sich der Lovoš (570 m) und im Nordwesten der Kletečná (706 m). Im Osten liegt die Porta Bohemica. Am westlichen Ortsrand führt die Eisenbahn Teplice-Lovosice vorbei, an der Chotiměř einen Bahnhalt besitzt. Östlich des Dorfes entsteht die Trasse der Autobahn D 8.
Nachbarorte sind Malá Chotiměř und Dobkovičky im Norden, Litochovice nad Labem im Nordosten, Císařský Mlýn und Malé Žernoseky im Südosten, Oparno im Süden, Velemín im Südwesten, Bílý Újezd im Westen sowie Hrušovka im Nordwesten.

## Geschichte
Erstmals urkundlich erwähnt wurde Chotiměř im Jahre 1228 als Besitz des Klosters St. Georg in Prag. Im 14. Jahrhundert wurden in dem Dorf zwei Vesten angelegt, von denen die eine zu Beginn des 15. Jahrhunderts Smil von Vchynice und die andere Zdeněk von Vchynice gehörte. Im 15. Jahrhundert erwarben die Osterský von Sulevicz beide Vesten, von denen eine der Burg Scharfenstein angeschlossen wurde. 1492 verkauften die Osterský von Sulevicz beide Güter und die Besitzer wechselten vielfach. 1537 konnte Sigismund Jílovský von Greštorf beide Teile vereinigen und eine Veste fiel wüst. 1580 erwarb Bohuslav Kaplirz zu Sulewicz Chotiměř, der unstandesgemäß die Raudnitzer Magd Katharina Hofmann heiratete. Nächster Besitzer wurde der Hauptmann des Königgrätzer Kreises Friedrich von Biela, der sich auch Friedrich von Kottomir nannte. Als einer der Anführer der Aufständischen wurde er am 21. Juni 1621 auf dem Altstädter Ring in Prag hingerichtet und sein Kopf am Brückenturm der Karlsbrücke zu Schau gestellt.
1622 kaufte Albrecht von Waldstein Kottomir und schlug es seiner Herrschaft Lobositz zu. Bis 1646 blieben die Waldsteiner Besitzer von Kottomir, dann verpfändete Jan Viktor von Waldstein den Ort an das Kloster zum Heiligen Kreuz in Prag. Nächste Besitzerin war Sylvia Catherina Czernin und nach deren Tod fiel das Erbe 1664 an ihren zweiten Ehemann Leopold Wilhelm von Baden-Baden. Zwei der Häuser von Kottomir gehörten zur Herrschaft Boreč, die anderen 28 (1780) zur Herrschaft Lobositz. Jedoch war die Herrschaft Boreč an Lobositz angeschlossen, so dass praktisch das gesamte Dorf zu Lobositz gehörte. 1830 hatte der Ort 175 Einwohner und bis 1900 stieg deren Zahl auf 314 an. 1814 entstand eine deutschsprachige Schule. Nach der Aufhebung der Patrimonialherrschaften wurde Kottomir 1848 zu einer selbständigen Gemeinde.
1897 nahm die Nordböhmische Transversalbahn von Teplitz nach Reichenberg den Verkehr auf, an der auf halbem Wege nach Welemin der Haltepunkt Milleschau-Kottomir eingerichtet wurde. 1928 entstand eine zweite, tschechische Schule, die 1938 geschlossen wurde. Nach dem Zweiten Weltkrieg wurden die deutschsprachigen Bewohner vertrieben und die tschechische Schule zog 1945 in das 1913 errichtete Schulhaus der früheren deutschen Schule ein. Zu dieser Zeit gehörten zur Gemeinde Chotiměř das Dorf Kletečná und die Siedlung Malá Chotiměř.
In den nachfolgenden Jahren wurden noch die Dörfer Dobkovičky, Hrušovka, Bílý Újezd und die Siedlung Zbožná eingemeindet. Am 9. Dezember 1980 wurde die Eingemeindung nach Velemín beschlossen. Seit dem 30. August 1990 ist Chotiměř, jedoch ohne die früheren Ortsteile, die bei Velemín verblieben, wieder eine selbständige Gemeinde.

## Ortsgliederung
Für die Gemeinde Chotiměř sind keine Ortsteile ausgewiesen.

## Sehenswürdigkeiten
- Kapelle am Dorfplatz
- Opárenské údolí